# Bohnenstange

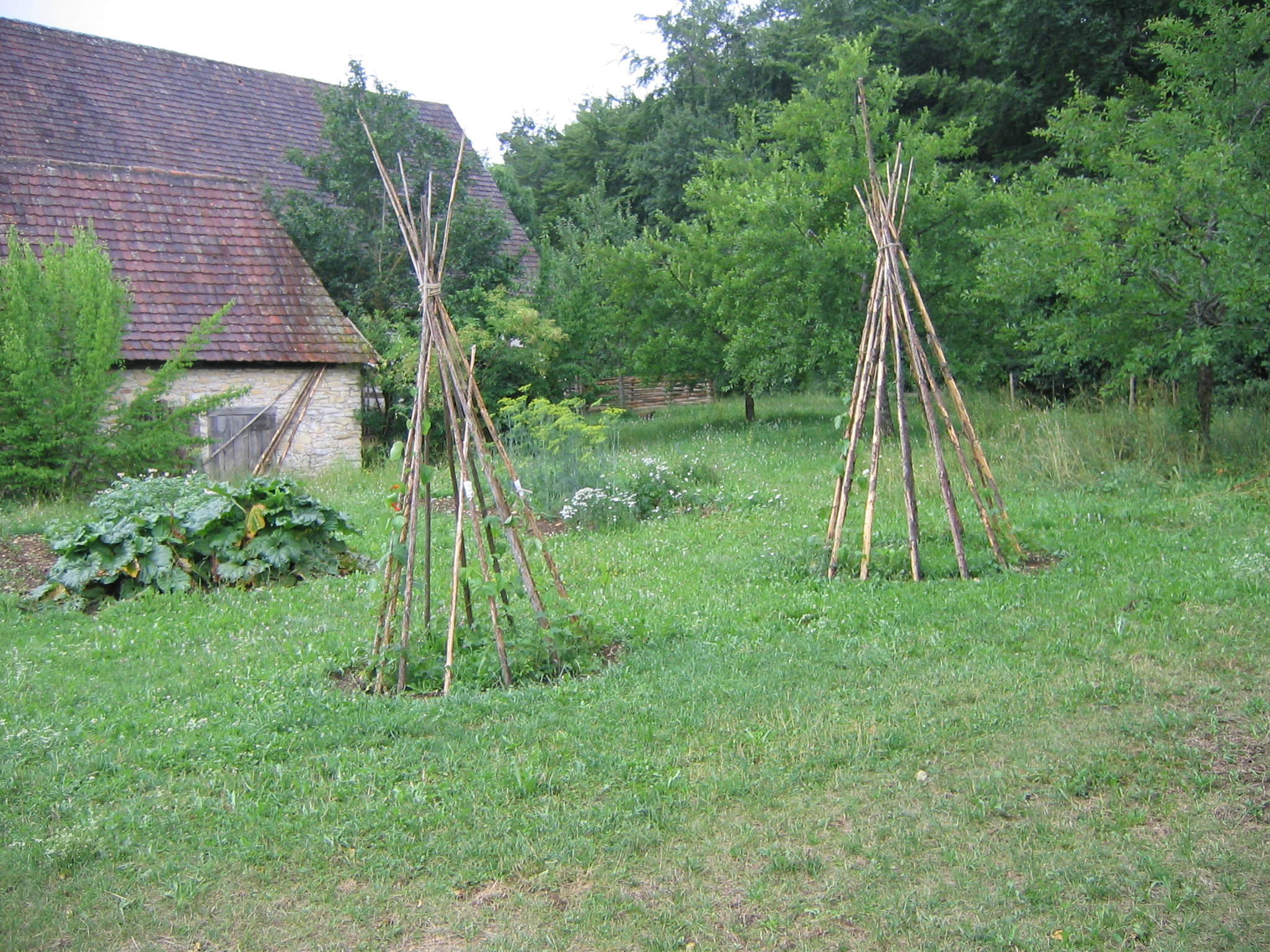
Bohnenstangen

Bohnenstangen sind 2,5–3 m lange Holzstangen von ca. 4 cm Durchmesser, die zum Stützen von Bohnenranken benutzt werden. Gut geeignet als Ausgangsmaterial sind gerade gewachsene, entrindete Jungfichtenstämme.
In der Umgangssprache wird der Ausdruck Bohnenstange auch spöttisch für gleichzeitig sehr dünne und hochgewachsene Personen benutzt.